# 鷹司信房
鷹司 信房（たかつかさ のぶふさ）は、安土桃山時代から江戸時代前期にかけての公卿。関白・二条晴良と位子女王（伏見宮貞敦親王の王女）の末子で九条兼孝、二条昭実、醍醐寺三宝院門跡義演の弟。官位は従一位・関白、左大臣。鷹司家13代。

## 経歴
天正7年（1579年）、当時京を中心とした中央政治を支配していた織田信長の勧めにより、鷹司忠冬の死により断絶していた鷹司家の名跡を継いで、これを再興させた。諱の「信」の字は信長から偏諱を受けたものと考えられている。二条家は元々武家と距離が近く、先の足利将軍家や後の徳川将軍家とも密接であり、信房の次兄の二条昭実は天正3年（1575年）に信長の養女を娶っている。この縁もあり、信房を擁して鷹司家を再興する流れになったと考えられる。生家を継いだ昭実に加え、長兄の九条兼孝が九条家を継いだため、五摂家のうち3家の当主を兄弟で占めることになった。
天正7年11月22日の正五位下と24日の右近衛少将任命から官位は始まり、天正8年（1580年）1月28日に従四位下、3月7日に右近衛中将、6月に従四位上、天正9年（1581年）1月6日に従三位に昇叙。4月17日に権中納言、天正10年（1582年）1月6日に権大納言となり、7月20日に正三位に叙せられた。以後も昇格、天正11年（1583年）6月に従二位、天正15年（1587年）12月17日に正二位、天正16年（1588年）1月13日に左近衛大将、天正17年（1589年）1月6日、従一位に叙された。
天正・文禄・慶長年間は豊臣秀吉が催した儀式に他の公家や2人の兄兼孝・昭実らと共に参加、天正16年4月14日に後陽成天皇の聚楽第行幸に随行、饗宴で相伴に与った。文禄5年（慶長元年・1596年）5月15日に宮中へ参内した秀吉が催した能にも参加、翌慶長2年（1597年）5月17日に伏見城へ移った秀吉と息子豊臣秀頼の移徙（移転）を祝うために伏見城へ出向いている。秀吉死後の慶長3年（1598年）10月18日、後陽成天皇が体調不良を理由に弟の八条宮智仁親王への譲位を希望した際、兼孝・昭実・一条内基ら摂家当主たちと共に反対して撤回させた。一方で慶長4年（1599年）には三兄義演から頼まれて息子の1人を三宝院へ入れる準備を進めたが、慶長7年（1602年）7月24日に7歳で夭折したため、元和4年（1618年）に別の息子覚定が三宝院へ入ることになる。
慶長11年（1606年）9月22日に内大臣、同年11月10日に左大臣を歴任、11月11日に関白も兼任して慶長13年（1608年）12月26日まで務めた。辞任後も政治関与は続け、禁中並公家諸法度を公布する前の慶長20年（1615年）5月17日に昭実や甥の九条忠栄（後の九条幸家）と共に草稿の吟味に当たり（2ヶ月後の元和元年7月17日に公布）、元和5年（1619年）に昭実が薨去した際、遺言で後継者の二条康道（大甥、忠栄の長男で昭実の養子）の後見人の1人に選ばれ、康道が成長するまで他の後見人共々見守った。一方、寛永21年（1644年）に義演亡き後三宝院を継いだ覚定と随心院門跡となった増孝（忠栄の弟で義演と信房の甥）の揉め事の関係修復に当たった。
明暦3年（1658年）、数え93歳の高齢で薨去した。

## 系譜
継室・佐々輝子との間には計7人の子を儲けた。
- 継室：佐々輝子（? - 1630年） - 佐々成政次女
  - 男子：信尚（1590年 - 1621年）
  - 男子：夭折（1596年 - 1602年）
  - 女子：孝子（1602年 - 1674年） - 本理院、徳川家光御台所
  - 男子：覚定（1607年 - 1661年） - 三宝院門跡
- 妻：白川顕成王娘
  - 四男：松平信平（1639年 - 1689年）
- 生母不詳の子女
  - 女子：貞淑院如瑞 - 寂如内室